# HD62714
HD62714 — хімічно пекулярна зоря спектрального класу B8, що має видиму зоряну величину в смузі V приблизно  7,3.
Вона  розташована на відстані близько 767,4 світлових років від Сонця.

## Пекулярний хімічний склад
Зоряна атмосфера HD62714 має підвищений вміст 
He
.